# Luitpold, Prinț Regent al Bavariei
Luitpold, Prinț Regent al Bavariei (germană Prinzregent Luitpold Karl Joseph Wilhelm Ludwig von Bayern) (12 martie 1821–12 decembrie 1912), a fost regent și de facto conducător al Bavariei din 1886 până în 1912, în timpul incapacității nepoților săi, Ludwig al II-lea și Otto.

## Primii ani

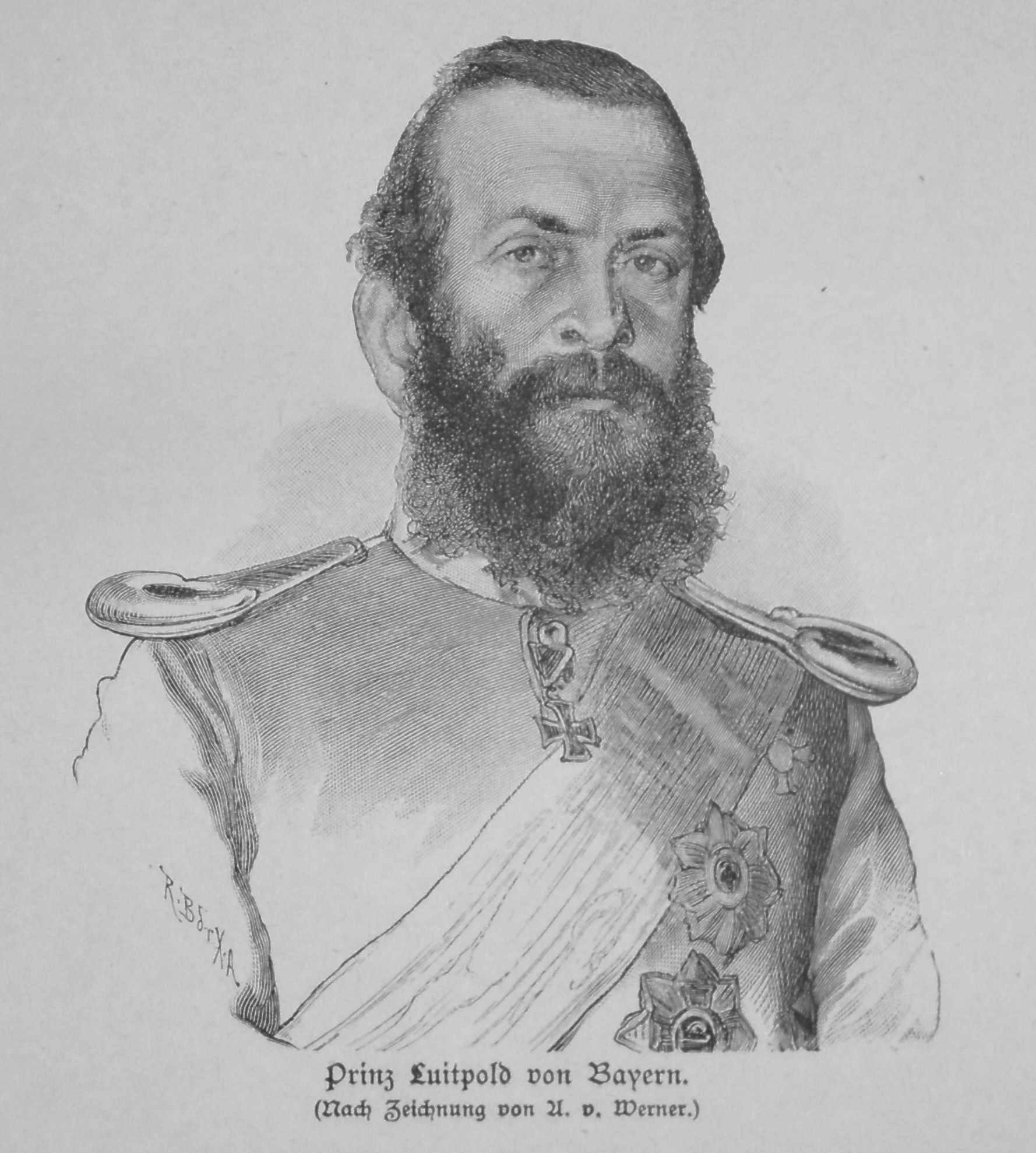
Prințul Luitpold al Bavariei

Luitpold s-a născut la Würzburg, ca al treilea fiu al regelui Ludwig I al Bavariei și a soției lui, Prințesa Therese de Saxa-Hildburghausen. A fost fratele mai mic al regelui Maximilian al II-lea al Bavariei și al regelui Otto al Greciei. Luitpold era în linia de succesiune la tronul Bavariei și moștenitor prezumptiv la tronul Greciei deoarece fratele său Otto nu avea copii. Legra greacă de succesiune a cerut ca moștenitorului lui Otto să fie ortodox. Otto a fost detronat în 1862 și înlocuit de un prinț danez care a devenit regel George I al Greciei.
Otto a murit în 1867, lăsându-i pe Luitpold și descendenților săi ca reprezentanți ai pretenției sale la tronul Greciei; totuși, Luitpold nu a urmărit acest lucru.
La vârsta de paisprezece ani Luitpold s-a alăturat armatei bavareze și a fost promovat căpitan de artilerie în 1835. În timpul revoluției din 1848 Prințul Luitpold a mediat și a facilitat o audiență a cetățenilor nemulțumiți cu tatăl său. În timpul domniei  fratelui său Maximilian al II-lea, Luitpold nu a jucat un rol important politic. 
În timpul domniei nepotului său, Ludwig al II-lea, Prințul Luitpold a reprezentat casa regală din ce în ce mai des din cauza lungilor absențe ale regelui din capitală. În războiul austro-prusac din 1866 Luitpold a fost comandant al diviziei a 3-a. În 1869 el a devenit Inspector General al armatei bavareze iar în timpul războiului franco-prusac din 1870-1871 a reprezentat în Bavaria cartierul general. În 1876 a devenit mareșal.

## Regență
La 10 iunie 1886, nepotul lui Luitpold, regele Ludwig al II-lea a fost declarat incompetent din punct de vedere mintal iar Luitpold a fost numit regent. După moartea misterioasă a lui Ludwig, Luitpold a continuat să servească ca regent și pentru noul rege, Otto, fratele nebun al lui Ludwig. Prințul Luitpold chiar a fost acuzat de unii oameni că și-ar fi ucis nepotul, însă curând, decentul și amabilul prinț a devenit unul dintre cei mai populari conducători.
Una dintre primele lui acțiuni (la 1 august 1886) a fost să deschidă publicului câteva din palatele lui Ludwig al II-lea.
Luitpold a continuat să servească drept regent până la moartea sa, de bronșită în 1912 la München, când a fost succedat de fiul sau cel mare, Ludwig. Este înmormântat în cripta de la Theatinerkirche din München.

## Arbore genealogic
1. ↑  Find a Grave, accesat în 30 iulie 2024